# ساختار بازار
در علم اقتصاد، منظور از ساختار بازار، تعداد شرکت‌هایی است که در حال تولید محصول یکسانی هستند.
انواع حالت‌های ساختار بازار به صورت زیر است:
- ساختار رقابت کامل (Competitive market): در این حالت، تعداد زیادی خریدار و تعداد زیادی فروشنده در بازار وجود دارند.
- ساختار رقابت انحصاری (Monopolistic competition): در این حالت نیز تعداد زیادی فروشنده یک نوع محصول خاص و تعداد زیادی خریدار وجود دارند، ولی فروشندگان از طریق ایجاد تمایز در محصولات خود مانند تغییر بسته بندی، ارتقای کیفیت . . . . به رقابت می‌پردازند.
- ساختار انحصار چندجانبه (Oligopoly): در این حالت، تعداد کمی فروشنده و تعداد زیادی خریدار وجود دارد. در حالت خاصی که تنها دو فروشنده در بازار وجود دارند را Duapoly می‌نامند.
- ساختار انحصار کامل (Monopoly): این حالت، زمانی است که فقط یک فروشنده و تعداد زیادی خریدار در بازار وجود داشته باشد.
- ساختار انحصارکامل در طرف تقاضا (Monopsony): هنگامی که تنها یک خریدار و تعداد زیادی عرضه‌کننده در بازار وجود داشته باشند.
- ساختار انحصار چندجانبه در طرف تقاضا (Oligopsony): در این حالت، تعداد فروشندگان محصول در بازار بسیار زیاد است، ولی تعداد کمی خریدار در بازار وجود دارد.

چهار قسم اول، مربوط به طرف عرضه اقتصاد و دو قسم آخر مربوط به طرف تقاضای اقتصاد است.
در واقع عناصر اصلی ساختار بازار، تعداد و اندازه بنگاه‌ها در بازار، شرایط ورود و گستردگی تمایزات در بازار محصول یا کالایی خاص است. هر کدام از موارد فوق، دارای شرایط و ویژگی‌هایی هستند که در میان آنها، ساختار رقابت کامل، مفیدترین است. زیرا در آن حالت، تقاضای واقعی مشتریان آشکار شده و تمامی عرضه کنندگان محصولات خود را در سطح قیمت و کیفیتی عرضه خواهند کرد که خریداران می‌خواهند، در صورتی که هزینه‌های فروشنده نیز تأمین بشود. به عبارت دیگر، رقابت کامل موجب می‌شود علایق تولیدکنندگان و مصرف کنندگان با یکدیگر تراز شده و باعث می‌شود که فروشندگان هزینه‌های واقعی خود را آشکار کنند..
به‌طور خلاصه در جدول زیر، حالت‌های مختلف ساختار بازار بیان گردیده‌است.

## رقابت کامل (Perfect Competition)
یکی از حالت‌های ساختار بازار، رقابت کامل است که در آن تعداد زیادی تولیدکننده و تعداد زیادی مصرف‌کننده وجود دارد. در یک بازار رقابت کامل، همه بنگاه‌ها  قیمت پذیر هستند. به عبارت دیگر، هیچ بنگاهی توانایی تأثیرگذاری بر قیمت محصولات بازار را ندارد.

### ویژگی‌های اصلی
- تعداد بسیار زیاد فروشنده و خریدار: همانطور که ذکر شد، در این نوع بازار، تعداد بسیار زیادی مصرف‌کننده وجود دارند که علاقه‌مندی و توانایی خرید محصولات را در قیمتی معین دارند. همچنین تعداد بسیار زیادی تولیدکننده علاقه‌مند به تولید این نوع محصول وجود دارد.
- عدم وجود مانع برای ورود و خروج: در بازار رقابت کامل، هیچ مانعی برای ورود و خروج بنگاه‌ها وجود ندارد. هر شخص حقیقی که علاقه‌مند به کسب سود در آن بازار باشد، بدون هیچ هزینه‌ای (با کمترین هزینه) وارد بازار می‌شود.
- اطلاعات کامل: قیمت و کیفیت همه محصولات برای همه تولیدکنندگان و مصرف کنندگان معلوم و مشهود است.
- بدون هزینه بودن مبادلات: خریداران و فروشندگان برای انجام مبادلاتشان، هیچ هزینه‌ای را متحمل نمی‌شوند.
- ماکزیمم‌سازی سود: هدف بنگاه‌ها در این نوع بازارها ماکزیمم‌سازی سود است. این در حالتی اتفاق می افتد که هزینه‌های حاشیه‌ای (هزینه نهایی marginal cost ) بنگاه‌ها با درآمد حاشیه‌ای (درآمد نهایی marginal revenue )آنان برابر است و آن‌ها نیز برابر قیمت محصول هستند. به همین دلیل است که در این نوع بازارها هیچ بنگاهی نمی‌تواند سود اقتصادی کسب کند.
- محصولات همگن: در این نوع ساختار بازار، ویژگی‌های همه محصولات داخل بازار با تغییر عرضه کنندگان، تغییر نمی‌کند و فرض می‌شود که همه عرضه کنندگان، محصولاتی با ویژگی‌های یکسان عرضه می‌کنند.
- عدم وجود تبانی و سازش: در این بازار، هیچ گونه تبانی و سازشی میان تولیدکنندگان یا میان مصرف کنندگان وجود ندارد که این موضوع، به دلیل کثرت آن‌ها در این بازار است.

در این نوع بازار، فرض بر این است که هر بنگاهی، با دسترسی آسان به تکنولوژی تولید محصول، می‌تواند سریع و راحت به این بازار وارد شود. در واقع این ویژگی است که موجب می‌شود امکان رخ دادن هیچ گونه سازش و تبانی در این نوع بازار وجود نداشته باشد. همچنین این ویژگی باعث می‌شود، هیچ بنگاهی در این نوع بازار، قدرت بازار نداشته باشد.

### میزانکارایی
در این نوع بازار، به جز موارد کالاهای عمومی و اثرات جانبی هرگونه تعادل در بازار رقابت کامل، بهینگی پرتو را داراست. به عبارت دیگر در این حالت، هرگونه افزایش مطلوبیتی برای هر مصرف‌کننده بدون کاهش مطلوبیت سایرین، امکانپذیر نخواهد بود. بهینگی پرتو را بهینگی اجتماعی نیز می نامند. به عبارت دیگری می‌توان گفت که کاراترین حالت ساختار در بازار، همین ساختار است که در آن هر گونه تعادلی، بهینه پرتو است و هیچ بنگاهی توانایی کسب سود اقتصادی را ندارد.

### رویکردهای مختلف
به‌طور تاریخی در اقتصاد نئوکلاسیک، دو رویکرد مختلف به بازار رقابت کامل وجود دارد. اولین رویکرد، بر این مبنا شکل یافته‌است که هر بنگاهی توانایی تأثیرگذاری بر قیمت‌ها را ندارد. این موضوع اینطور توجیه می‌شود که اندازه هر تولیدکننده یا مصرف‌کننده نسبت به کل بازار به قدری کوچک است که حضور یا عدم حضور آنان در قیمت تعادلی بی تأثیر است.
رویکرد دوم رقابت کامل، بر این اساس است که بنگاه‌ها با استفاده از فرصت‌های مبادله و کاهش زمان مبادله درصدد کسب سود هستند. هر چقدر که این مبادلات سریعتر اتفاق افتد، بازارها رقابتی تر خواهند بود. دلالت این موضوع، این است که هر چه بازار تحت این تعریف، رقابتی تر باشد، قیمت متوسط بازار سریعتر با عرضه و تقاضا تطبیق می یابد و به دنبال آن قیمت با هزینه‌های حاشیه ای برابر می‌شود. در این رویکرد، رقابت کامل، بدین معنی است که این تطبیق در سریعتر زمان ممکن اتفاق می افتد.
امروزه، رویکرد غالب در تعریف بازار رقابت کامل، رویکرد اول است که در آن تمام بنگاه‌ها قیمت پذیر در نظر گرفته می‌شوند. البته به این نوع رویکرد، انتقادات فراوانی وجود دارد مبنی بر که برخی از فروض آن با واقعیت‌های بیرونی فاصله زیادی دارند. فرض همگن بودن محصولات، آزاد بودن ورود به بازار، دسترسی آسان به تکنولوژی، وجود اطلاعات کامل از قیمت و کیفیت کلیه محصولات و سایر فروض با واقعیت سازگاری ندارند که این موضوعات موجب تکمیل این نظریات شده‌است.

## رقابت انحصاری (Monopolistic Competition)
رقابت انحصاری یکی دیگر از اشکال ساختار بازار است که تعداد زیادی تولیدکننده، محصولات خود را متمایز از یکدیگر به بازار عرضه می‌کنند. (این محصولات یکسان هستند، ولی در برخی از موارد مانند نوع دسته بندی، برند و . . . با یکدیگر متفاوتند). در رقابت انحصاری، شرکت‌ها می‌توانند در کوتاه مدت، شبیه انحصارگر عمل کنند و با استفاده از قدرت بازار سود کسب کنند، ولی در بلندمدت، شرکت‌های دیگر نیز وارد بازار شده و از طریق ایجاد تمایز در محصولات، منجر به ایجاد رقابت کامل در بازار می‌شوند و با افزایش تعداد شرکتها، آن‌ها نمی‌توانند سود اقتصادی کسب کنند. مدل‌های رقابت انحصاری اغلب برای مدل سازی صنایع به کار می‌روند. تئوری رقابت انحصاری را Edward hasting chambrlin در سال ۱۹۹۳ ارائه نموده‌است..
بازارهای رقابت انحصاری دارای ویژگی‌های زیر هستند:
- تعداد زیادی تولیدکننده و تعداد زیادی مصرف‌کننده در بازار وجود دارند، ولی هیچ بنگاهی توان کنترل کامل قیمت بازار را ندارد.
- مصرف کنندگان در می‌یابند که تفاوت قیمتی میان محصولات رقبا وجود ندارد.
- تعداد کمی مانع برای ورود و خروج به بازار وجود دارد.
- تولیدکنندگان بر روی قیمت بازار درجه‌ای از کنترل را دارند.

ویژگی‌های بلندمدت رقابت انحصاری، شبیه رقابت کامل است. با این تفاوت که در رقابت انحصاری، کالاها ناهمگون هستند. ولی در رقابت کامل، همگی کالاها همگن هستند.
در این حالت، شرکت می‌تواند در کوتاه مدت سود اقتصادی کسب کند. ولی در بلندمدت، به دلیل افزایش تعداد تولیدکنندگان و کاهش تقاضا و افزایش هزینه متوسط کل، سود اقتصادی شرکت‌ها به صفر میل می‌کند.
در این حالت، بعضاً به دلیل وفاداری مشتریان به یک برند خاص، شرکت می‌تواند قیمتهای خود را بدون کاهش در مشتریان خود افزایش دهد. این موضوع، بدین معناست که منحنی تقاضای شرکت بر خلاف حالت رقابت کامل، دارای شیب نزولی است.

### ویژگی‌های اصلی رقابت انحصاری
ویژگی‌های اصلی رقابت انحصاری عبارتند از:
- تمایز در محصولات: در حالت رقابت انحصاری، محصولات تولیدکنندگان با یکدیگر تمایز دارند، ولی نه تا اندازه‌ای که جانشین کامل بودن آن‌ها از بین برود. در واقع کشش قیمتی تقاضا میان کالاها مثبت خواهد بود. در واقع کالاها با یکدیگر جانشین ناکامل‌اند. کالاها دارای کارکردهای یکسانی هستند و تمایز آن‌ها در کیفیت، ظاهر، برند، شهرت و . . . است.
- آزادی ورود و خروج به بازار در بلندمدت:در حالت رقابت انحصاری، آزادی ورود و خروج در بلندمدت وجود دارد. هر شرکتی که برای کسب سود بخواهد وارد بازار بشود، می‌تواند با محصول منحصربه‌فرد خود وارد بازار شود یا هر شرکتی که قادر به پوشش هزینه‌های خود نیاشد، بدون پرداخت هیچ هزینه‌ای می‌تواند از بازار خارج شود. این بدان معناست که هزینه اولیه از دست رفته‌ای (Sunk cost) هم وجود نخواهد داشت.
- استقلال در تصمیم گیری: شرکت‌ها در حالت رقابت انحصاری می‌توانند در مورد ارائه کالاهای خود به بازار هر نوع تصمیمی را به‌طور مستقل اتخاذ کنند و هیچ ملاحظه‌ای ندارند که تصمیم ایشان چه تأثیری یر روی رقبا خواهد داشت. در واقع شرکت‌ها بدون ترس از شدیدتر شدن رقابت، هر نوع عملی را انجام می‌دهند.
- قدرت بازار: شرکت‌های رقابت انحصاری، تا اندازه‌ای قدرت بازار دارند. قدرت بازار بدین معناست که شرکت بر روی شرایط مبادلات در بازار کنترل داشته باشند. هر شرکتی می‌تواند قیمت خود را افزایش دهد، بدون اینکه مشتریانش کاهش یابند. همچنین شرکت می‌تواند قیمت‌های خود را بدون رقابت بسیار زیاد میان رقبا کاهش دهد. علت وجود قدرت بازار برای شرکتها، وجود مانع برای ورود سایرین در بازار نیست. علت وجود قدرت بازار برای شرکت‌ها در این نوع بازار این است که آن‌ها می‌توانند محصولات خود را با ایجاد تمایز با سایر محصولات به فروش برسانند. دلیل دیگر قدرت بازار برای شرکت‌ها این است که تعداد رقبا در بازار در کوتاه مدت بسیار زیاد نیست.
- اطلاعات کامل: در این حالت، خریداران به صورت دقیق می‌دانند که چه کالاهایی وجود دارند؟ در کجا عرضه می‌شوند؟ کالاها چه تمایزاتی با یکدیگر دارند؟ چه قیمتی دارند؟ و همچنین می‌دانند که آیا شرکت سود می‌کند یا خیر و به چه میزان؟

### میزانکارایی
در بازارهای رقابت انحصاری، نارکارایی وجود دارد. علت وجود این ناکارایی به دو علت است. اول اینکه در حالت بهینه، شرکت قیمتی را تعیین می‌کند که از هزینه‌های حاشیه‌ای آن بالاتر است. شرکت‌های رقابت انحصاری، سود خود را در حالتی ماکزیمم می‌کنند که هزینه‌های حاشیه‌ای آنان با درآمدهای حاشیه‌ای برابر شود(MR=MC). از آنجاییکه شیب منحنی تقاضای شرکت در این حالت، نزولی است، این بدان معناست که شرکت قادر خواهد بود که قیمتی را بالاتر از حالت MC تعیین کند. در این حالت مقداری از مازاد مصرف‌کننده و مازاد تولیدکننده از بین خواهد رفت. دومین علت وجود ناکارایی در این است که شرکت‌های موجود در ساختار رقابت انحصاری، در حقیقت با وجود مازاد ظرفیت مشغول به کار هستند که در این حالت، میزان خروجی ماکزیمم‌سازی سود شرکت، کمتر از میزانی است که در حالت مینیمم هزینه متوسط (AC) رخ می‌دهد.
مثال حالت بازار رقابت انحصاری، بازار لوازم ساختمانی در ایران است که در آن تعداد تولیدکنندگان و تعداد مصرف کنندگان زیاد است و هر تولیدکننده نشان تجاری، کیفیت و قیمت مخصوص خود را دارد.

## انحصارچندجانبه(Oligopoly)
در اقتصاد، انحصار چندجانبه حالتی از ساختار بازار است که در آن تعداد کمی از تولیدکنندگان بر بازار یا صنعتی خاص تسلط دارند. Oligopoly در یونانی از جمع دو کلمه oligoi به معنای کم و polein  به معنای فروختن تشکیل شده‌است. چون تعداد کمی تولیدکننده مسلط بر بازار وجود دارد، هر کدام از آن‌ها از فعالیت‌های دیگر تولیدکننده‌ها آگاه است. تصمیم یکی از آن‌ها بر تصمیم دیگران تأثیرگذار است و از تصمیمات آن‌ها تأثیرپذیر است. در این حالت، برنامه‌ریزی استراتژیک توسط هر کدام از آن‌ها نیاز به این دارد که پاسخ هر یک از رقبا را نیز مورد ملاحظه قرار دهد. رقابت در فضای انحصار چندجانبه، می‌تواند در محدوده وسیعی از محصولات مختلف صورت پذیرد. در این موقعیت‌ها، شرکت‌ها ممکن است فعالیت‌های محدودکننده‌ای را مانند تبانی کردن، تقسیم بازار و . . . انجام دهند و تولید را محدود و قیمت‌ها را بالا ببرند که تا حدی شرایط انحصار کامل ایجاد می‌شود.
در جاییکه یک توافق رسمی برای این چنین تبانی‌هایی وجود دارد، این عمل تحت عنوان کارتل شناخته می‌شود. شرکت‌ها اغلب جهت پایدار نمودن بازارهای بی ثبات، با یکدیگر تبانی می‌کنند تا ریسک ذاتی سرمایه‌گذاری و تولید در این نوع بازارها را کاهش دهند. معمولاً در اکثر کشورها، محدودیت‌های قانونی برای انجام این چنین تبانی‌هایی وجود دارد. دولت‌ها در تلاش اند تا از ایجاد این چنین تبانی‌هایی در برخی از صنایع و بازارها جلوگیری کنند. در دیگر موقعیت‌ها، رقابت میان فروشندگان در انحصار چندجانبه می‌تواند بسیار شدید باشد که منجر به کاهش قیمت‌ها و افزایش تولید شود. این حالت می‌تواند منجر به ایجاد کارایی کامل بازار شبیه رقابت کامل شود. این رقابت بعضاً بسیار شدیدتر است از حالتهایی که تعداد تولیدکنندگان در بازار بیشتر از حالت انحصار چندجانبه هستند. در اقتصاد برای تحلیل رفتار انحصارگران چندجانبه از مباحث سنگین تئوری بازیها استفاده می‌شود.

### ویژگی‌های انحصار چندجانبه
- شرایط ماکزیمم‌سازی سود: در یک بازار انحصار چندجانبه، هر گاه درآمد حاشیه‌ای برابر با هزینه‌های حاشیه‌ای شود، سود ماکزیمم خواهد شد.
- توانمندی تنظیم قیمت: شرکت‌های تولیدکننده در بازار انحصاری چندجانبه، تنظیم‌کننده قیمت هستند و اینطور نیست که مانند بازارهای رقابت کامل، قیمت پذیر باشند.
- ورود و خروج: موانع ورود در این حالت، بسیار زیاد است. مهم‌ترین موانع در این حالت، صرفه‌های حاصل از مقیاس، پتنت‌ها و دسترسی به تکنولوژی‌های پیچیده و گران و فعالیت‌های استراتژیک که توسط شرکت‌های انحصارگر جهت جلوگیری و تخریب شرکت‌های نوظهور در بازار انجام می‌شود.
- تعداد شرکتها: در این حالت، تعداد شرکت‌ها به اندازه‌ای کم است که فعالیت یک شرکت، بر روی سایر شرکت‌ها تأثیرگذار می‌شود.
- سودهای بلندمدت: شرکت‌های انحصارگر چندجانبه می‌توانند سودهای غیرعادی بلندمدتی را کسب کنند. موانع زیاد پیش روی تازه واردان مانع آن می‌شود که آن‌ها بتوانند وارد بازار شده و سود اقتصادی انحصارگران را به صفر نزدیک کنند.
- تمایز در محصولات: در این نوع از بازارها، ممکن است محصولات استاندارد شده باشند، مانند فولاد یا ممکن است با یکدیگر متمایز باشند مانند اتومبیل.
- اطلاعات کامل: در این حالت، شرکت‌های انحصارگر، از هزینه‌های خود و توابع تقاضا اطلاعات کامل دارند، ولی شاید از اطلاعات شرکت‌های دیگر اطلاعات کامل نداشته باشند. خریداران نیز اطلاعات ناقصی از قیمت و کیفیت محصولات دارند.
- وابستگی متقابل: ویژگی‌های متمایزکننده بازار انحصار چندجانبه، وجود وابستگی متقابل در آن است. در این نوع بازارها معمولاً چند شرکت بزرگ وجود دارند. هر شرکتی اینقدر بزرگ است که عملکرد آن بر شرایط بازار تأثیرگذار است. بنا براین، شرکت‌های رقیب از عملکرد شرکت دیگر مطلع بوده و به درستی عملکرد وی را پاسخ خواهند داد.

این موضوع بدان معنی است که هر شرکت، برای انجام هر عملی در بازار، باید پاسخ‌های رقبای خود را نیز در نظر بگیرد و متناسب با پاسخ‌های آنان فعالیت‌های خود را تنظیم کند. برای مثال، اگر شرکتی بخواهد تصمیم بگیرد که قیمت محصولات خود را کاهش دهد، می‌تواند تخمین بزند که رقبای خود نیز قیمت محصولات خود را بیشتر کاهش دهند و این منجر به یک رقابت شدید در قیمت شود. یا اگر شرکت بخواهد قیمت محصولات خود را افزایش دهد، باید تخمین بزند که رقبا، قیمت محصولات خود را افزایش می‌دهند یا کاهش خواهند داد. این موضوع نشان دهنده درجه بسیار زیاد وابستگی متقابل در بازارهای انحصار چندجانبه است که در دیگر ساختارها وجود ندارد.
مثال بازار انحصار چندجانبه در ایران، صنعت خودروسازی است که در آن تعداد کمی تولیدکننده و تعداد زیادی مصرف‌کننده وجود دارد.

## انحصار کامل (Monopoly)
در زبان یونانی، monos به معنای "تک" و polein به معنای فروش می‌باشد.
در اقتصاد، انحصار در حالتی است که یک شرکت تسلط کامل و کافی بر روی کالا یا محصولی خاص دارد و می‌تواند مانعی برای ورود دیگر شرکت‌ها در بازار ایجاد کند. حالت انحصار در حالت عدم وجود رقابت اقتصادی میان کالاهای جانشین به وجود می‌آید. در این حالت انحصارگر تنظیم‌کننده قیمت است و قدرت کامل بازار دارد. به همین دلیل انحصارگر معمولاً تعداد کمتری کالا تولید کرده و با قیمت بالاتری به فروش می‌رساند که در نتیجه آن منجر به ایجاد سود اقتصادی برای آن می‌شود.
انحصار هم از طریق طبیعی رخ می‌دهد و هم از ادغام عمودی و افقی ایجاد می‌شود. در برخی از کشورها قوانین رقابت وجود دارند که محدودیت‌هایی را برای انحصارگران اجبار می‌کند. انحصارگر بودن در بازار بالذات، بر خلاف قانون نیست. با این وجود، برخی از فعالیت‌های شرکت انحصارگر برای فضای کسب و کار نامناسب است و به وسیله قوانین ضد انحصار، از این موارد جلوگیری به عمل می‌آید.

### قدرت بازار
قدرت بازار، توانمندی تأثیرگذاری بر روابط و شرایط مبادلات در بازار است، به نحوی که قیمت محصول توسط شرکت انحصارگر تنظیم می‌شود. (قیمت به وسیلهٔ بازار تحت شرایط رقابت کامل تحمیل نمی‌شود). اگرچه قدرت بازار انحصارگر بالا است، ولی انحصارگر توسط طرف تقاضای بازار محدود می‌شود. یک انحصارگر با یک منحنی تقاضا با شیب منفی روبروست، نه یک منحنی کاملاً بدون کشش. با توجه به این موضوع، هرچه قیمت افزایش باید، انحصارگر تعدادی از مشتریان خود را از دست خواهد داد.

### علل قدرت انحصارگر
قدرت بازار انحصارگران، به دلیل موانعی است که بر سر راه دیگر رقبا در ورود به بازار ایجاد می‌کند یا توانایی رقابت رقبا را از آن‌ها می‌گیرد. به‌طور کلی سه نوع مانع ورود به بازار وجود دارد.
- موانع اقتصادی
- موانع حقوقی
- موانع عمدی

در ادامه هر یک از این موانع تشریح خواهد شد.

#### موانع اقتصادی
موانع اقتصادی شامل موارد زیر است:
- صرفه‌های حاصل از مقیاس:انحصارگران می‌توانند به وسیلهٔ تولید انبوه و مقیاس گسترده تولید، هزینه‌های خود را کاهش دهند. همچنین انحصارگران می‌توانند قیمت‌های خود را پایین‌تر از هزینه‌های عملیاتی تازه واردان قرار دهند و آن‌ها را از صنعت بیرون برانند.
- نیازمندی‌های سرمایه‌گذاری: فرایندهای تولیدی که نیاز به سرمایه‌گذاری اولیه بالا یا هزینه‌های بالای تحقیق و توسعه دارند، تعداد شرکت‌های ورودی به این صنعت را محدود می‌کند. همچنین هزینه‌های بالا، ورود شرکت‌های کوچک را به صنعت و رشد آن‌ها با مشکل روبرو می‌سازد.
- تفوق تکنولوژیک:انحصارگر ممکن است بهتر بتواند بهترین تکنولوژی ممکن در فرایند تولید محصولات کسب و استفاده نماید، در حالیکه دیگر تازه واردان به صنعت توان مالی استفاده از این بهترین تکنولوژی ممکن را ندارند.
- عدم وجود کالاهای جانشین: یک انحصارگر، محصولی را به فروش می‌رساند که هیچ جایگزین نزدیکی برای آن وجود ندارد. فقدان کالاهای جانشین، منجر به بی کشش شدن محصولات می‌شود و انحصارگران را قادر می‌سازد تا سود اقتصادی مثبت کسب نمایند.

#### موانع حقوقی و قانونی
حقوق قانونی می‌تواند فرصت‌هایی را برای انحصارگران در بازار یک محصول فراهم کند. حقوق مالکیت معنوی، شامل حق ثبت پتنت و کپی رایت، به انحصارگران اجازه می‌دهد که برای تولید و فروش محصولاتی خاص کنترل داشته باشند. حقوق مالکیت معنوی به شرکت اجازه می‌دهد تا بر روی مواد لازم جهت تولید محصولاتی خاص تسلط داشته باشد.

#### موانع عمدی
شرکتی که می‌خواهد در بازاری انحصارگر شود، انواع فعالیت‌های عمدی مختلف را جهت حذف رقابت و خروج رقبا از بازار انجام می‌دهد. این چنین فعالیت‌هایی شامل تبانی کردن، لابی نمودن با سازمان‌های دولتی و حاکمیتی و استفاده از زور و اجبار است.

### انحصار طبیعی
یکی از حالت‌های انحصار، انحصار طبیعی است. یک شرکت انحصارگر طبیعی شرکتی است که تابع تولید افزایشی در مقیاس تولید را در یک محدوده‌ای از تولید تجربه کرده‌است. انحصار طبیعی وقتی است که میانگین هزینه تولید، در کل محدوده تقاضای محصول کاهش می‌یابد. "محدوده تقاضای محصول" در جایی است که منحنی هزینه متوسط در زیر منحنی تقاضا است. وقتی که این چنین شرایطی اتفاق می‌افتد، همواره حالت بهینه موقعی است که یک شرکت بزرگ تقاضای کل بازار را تأمین کند تا اینکه چندین شرکت کوچک در بازار تأمین‌کننده باشند. در حقیقت فقدان دخالت دولت در چنین بازارهایی، به‌طور طبیعی راه را برای انحصارگر می‌گشاید. همواره شرکت‌هایی که زودتر از بقیه وارد بازار شده‌اند و سریع رشد کرده‌اند، می‌توانند انحصار طبیعی ایجاد کنند. انحصار طبیعی نیز منجر به عدم کارایی در بازار می‌شود.
رایج‌ترین روش مورد استفاده در برخورد با انحصارگران طبیعی، وضع مقررات دولتی است. مقررات دولتی عموماً شامل رفع عوارض در جهت تنظیم قیمت آن محصول در بازار است.
جهت کاهش قیمت و افزایش تولید انحصارگر طبیعی، قانونگذار اغلب از قیمت‌گذاری هزینه متوسط استفاده می‌کند. تحت "قیمت ‌گذاری متوسط"، قیمت و مقدار محصول به وسیلهٔ تقاطع منحنی هزینه متوسط و منحنی تقاضا تعیین می‌شود. تحت این مکانیزم قیمت گذاری، از آنجاییکه قیمت برابر هزینه متوسط است، ایجاد هرگونه سود اقتصادی مثبت حذف خواهد شد. قیمت گذاری هزینه متوسط، کامل نیست. زیرا قانونگذار می‌بایست هزینه‌های متوسط را تخمین بزند که خالی از اشتباه نخواهد بود.

### انحصار دولت خواسته
انحصار دولت خواسته شکلی از انحصار اجباری است که دولت امتیاز ویژه‌ای را به یک فرد یا شرکت خصوصی می‌دهد تا تنها تأمین‌کننده آن محصول یا خدمت در بازار باشد و رقبای بالقوه به وسیلهٔ قانون یا مقررات یا دیگر مکانیزم‌های اجباری دولتی از بازار دور نگه داشته شوند. حق کپی رایت و حق ثبت پتنت، مثال‌هایی از انحصار دولت خواسته است.
صنعت دخانیت در ایران مثالی از انحصار کامل است. در این حالت دولت جهت کنترل میزان عرضه و قیمت محصولات دخالت کامل دارد.

## انحصارکامل در طرف تقاضا (Monopsony)
کلمه Monopsony کلمه‌ای یونانی است که از جمع دو کلمه monos به معنای تک و opsony به معنای خرید تشکیل شده‌است.
انحصار کامل در طرف تقاضا، حالتی از ساختار بازار است که در آن تنها یک خریدار و تعداد زیادی فروشنده وجود دارد. این حالت نیز مانند انحصار طرف عرضه دارای عدم کارایی است و رقابت کامل در این حالت وجود ندارد. به صورتی که تنها خریدار آن محصول در بازار (Monopsonist)، ممکن است که شرایط معامله را به عرضه کنندگان تحمیل کند. مانند شرایطی که انحصارگر طرف عرضه بر روی بازار کنترل دارد و شرایط معاملات را به بازار تحمیل می‌کند. همانطوری‌که ترم قدرت انحصارگر در حالت انحصار طرف عرضه وجود داشت، در این حالت نیز قدرت انحصار گر در طرف تقاضا وجود دارد.
مثال این حالت در ایران بازار گندم است که در آنان تعداد زیادی تولیدکننده گندم وجود دارد، ولی تنها خریدار دولت است.

## انحصار چندجانبه در طرف تقاضا (Oligopsony)
در زبان یونانی، oligo به معنای کم و Opsony به معنای خرید است.
انحصار چندجانبه در طرف تقاضا، حالتی از بازار است که تعداد خریداران در بازار کم است، در صورتی که تعداد فروشندگان می‌تواند بسیار زیاد باشد. این حالت، معمولاً در بازار عوامل تولید (به ویژه نیروی انسانی) اتفاق می‌افتد که تعداد کمی از شرکت‌ها جهت به دست آوردن عوامل تولید با یکدیگر به رقابت می‌پردازند.